# بيانكا بوشامب
بيانكا ستيفاني بوشامب، عارضة أزياء كندية ولدت في يوم 14 أكتوبر 1977 في مدينة مونتريال في كوبيك في كندا والدها من أصل كندي فرنسي وأمها من أصل إيطالي.

## روابط خارجية
- بيانكا بوشامب على موقع IMDb (الإنجليزية)
- بيانكا بوشامب على موقع قاعدة بيانات الفيلم (الإنجليزية)
- بيانكا بوشامب على موقع ليتربوكسد (الإنجليزية)
- بيانكا بوشامب على موقع كينوبويسك (الروسية)